# おれは女だ三志郎
『おれは女だ三志郎』（おれはおんなださんしろう）は、鈴賀レニによる日本の漫画作品。
『増刊なかよし』（講談社）にて1976年8月号に掲載された中編ラブコメ読み切りである。それを表題作とした短編集についても説明する。

## あらすじ
同じクラスのハンサムな同級生に想いを寄せる女子高生・ねねは、華道の稽古に行く途中で、美人の礼華と出会う。「女性が好き」と大胆な発言をする彼女に驚くが、次第に彼女の魅力に惹かれていく……。

## 内容
登場人物が、功至の他はほとんど女性なのが特徴（礼華／三志郎も女性として登場する）。「Lady's comic美粋（ミスト）」で女性と女装男子とのガールズラブを扱う「女装百合」の作品例と紹介されたことがある。 コミックス併録の「もえよ!ペチコート」などの作品群はノンシリーズ短編。

## 主な登場人物
池端礼華／三志郎（いけのはた・れいか／さんしろう）
女として育てられた長い髪の美少年。女の格好をしており、「礼華」として女子の制服で登校する。男装の時は礼華の弟の「三志郎」と名乗るが、ストレートのきれいな長い髪のうえ、仕草が礼華と同じで一見、男物の服を着こなしている女性のようにも見える。女の服を着て「男の人より女の子が好き」と発言し、新たに通い始めた華道教室の女性たちを驚かす。水泳の時にも店員からビキニ水着が似合うと言われるほど、女性だと信じられている。声優になりたかったが、ねねに正体がばれた事に悩み、オーディションを欠席してしまう。コミックス表紙では、金髪ロングヘアで真っ赤なワンピースを着て喜んでいる姿が描かれている。
小日向ねね（こひなた・ねね）
華道教室に通う女子高生で、はじめは級友のハンサムな功至が好きだったが、美人の礼華にキスをされ、彼女に恋愛感情を抱く。その一方で、礼華の弟だと称する三志郎にも惹かれる。礼華と三四郎が同一人物だと判明した後も、女の姿の礼華／三志郎と楽しそうにデートする。
池端礼華／三志郎のおばあちゃん
孫を女のように育てた張本人。「最近、ますます美人になった」「私の若いころに似てる」と女のなりをした孫を褒める。仮病が得意。
池端礼華／三志郎の母
おばあちゃんに従い、三志郎に女の姿を続けるよう説得する。
森美雪（もり・みゆき）
華道・清優流の家元で功至の母。美人の礼華が来たことで華道教室が華やぐのを喜びつつ、「女性が好き」と言う彼女の発言を受け、生徒である女性たちの反応に戸惑う。彼女が男性とわかった後も、女性の服装で華道教室に通うのを認めている。
森功至（もり・こうじ）
華道・清優流の後継者で美雪の息子。ハンサムでクラスの女子生徒の殆どから好意を持たれている。目が悪くコンタクトをしており、ねねとキスをした時は裸眼で、ねねとはわからない状態だったと告白し、ねねをがっかりさせた。

## 収録作品
もえよ!ペチコート
チェリー=ブラント恋のお手柄
『増刊なかよし』1976年7月号掲載。
失恋のしかたおしえます!
ただいま婚前同居中!

## 書誌情報
- おれは女だ三志郎、初版発行日 1976年12月4日
  - 「もえよ!ペチコート」「チェリー=ブラント恋のお手柄」「失恋のしかたおしえます!」「ただいま婚前同居中!」併録。

※ISBNが適用される以前の出版物のため、存在しない。